# Serraglio (fiume)
Il  Rio Serraglio  è un fiume di risorgiva che scorre in provincia di Venezia. 
La sua larghezza è di pochi metri e il suo corso è piuttosto breve (circa 13 km). Riceve acqua dai fiumi Tergola, Perarolo e Veraro per poi transitare sotto il Taglio Nuovo all'altezza della località Cuccobello e   sfociare come affluente nel Naviglio del Brenta,  in prossimità di Mira Porte.

## Percorso pedonabile
Lungo la sommità della riva è stato realizzato un percorso pedonale che attraversa i comuni di Stra, Fiesso d'Artico, Dolo e Mira. La lunghezza è di circa 15 km e può essere percorso sia a piedi sia in bicicletta.